# Malili
Malili è una circoscrizione rurale (rural ward) della Tanzania situata nel distretto di Busega, regione del Simiyu. Conta una popolazione di 17 084 abitanti (censimento 2012).